# Rivière Marrias (vattendrag i Kanada, lat 47,83, long -77,52)
Rivière Marrias är ett vattendrag i Kanada.   Det ligger i provinsen Québec, i den sydöstra delen av landet, 300 km nordväst om huvudstaden Ottawa.
I omgivningarna runt Rivière Marrias växer i huvudsak blandskog. Trakten runt Rivière Marrias är nära nog obefolkad, med mindre än två invånare per kvadratkilometer.